# Lise Fjeldstad
Lise Barbra Skappel Fjeldstad (Oslo, 17 giugno 1938) è un'attrice norvegese.

## Biografia
È figlia del violinista Øivin Fjeldstad.
Si è diplomata presso Kunsthøgskolen i Oslo, KHiO nel 1963. 
Era sposata con l'attore Per Sunderland fino al decesso del marito (avvenuto nel 2012).

## Filmografia
- Marenco - regia di Nils R. Müller (1964)
- Fame (Sult)  - regia di Henning Carlsen (1966)
- Afrikaneren - regia di Barthold Halle (1966)
- Klabautermanden - regia di Henning Carlsen (1969)
- Dagny - regia di Haakon Sandøy (1977)
- Liten Ida - regia di Laila Mikkelsen (1981)
- La corsa al Polo  (The Last Place on Earth) - miniserie TV (1985)
- Galskap! - regia di Egil Kolstø (1985)
- Soldatene synger ikke lenger - serie TV (1985)
- Dragens fange - regia di Stanislav Iosifovič Rostockij, Knut Andersen & Ola Solum (1985)
- Borgen skole - serie TV (1988)
- Brennende blomster - regia di Eva Dahr e Eva Isaksen (1987)
- Fortuna - serie TV (1993)
- En udødelig mann - miniserie TV (2006)
- Størst av alt - miniserie TV (2007)
- Hvaler - serie TV- 13 episodi (2009)

## Riconoscimenti
- Premio Guldbagge per la miglior attrice in Liten Ida (1982)